# Дік Карсон
Рі́чард Чарльз Ка́рсон, відомий як Дік Ка́рсон (англ. Richard "Dick" Charles Carson; 4 червня 1929 , Кларінда, Айова  — 19 грудня 2021 , Студіо-Сіті, Каліфорнія ) — американський телережисер, що працював над програмами «Вечірнє шоу» (англ. The Tonight Show), «Колесо Фортуни» (англ. Wheel of Fortune) і «Шоу Мерва Ґріффіна». П'ятикратний лавреат премії «Еммі».
1934 року сім'я Карсона переїхала до Норфолка, штат Небраска, 1947 року він закінчив середню школу Норфолка. Пізніше Карсон навчався в Університеті Небраски-Лінкольна (англ. The University of Nebraska-Lincoln) і вступив долав ВМС США. Дік Карсон — молодший брат коміка Джонні Карсона.